# Beech 17 Staggerwing
Beech 17 Staggerwing — американский самолёт-биплан компании Beechcraft.

## Общие сведения

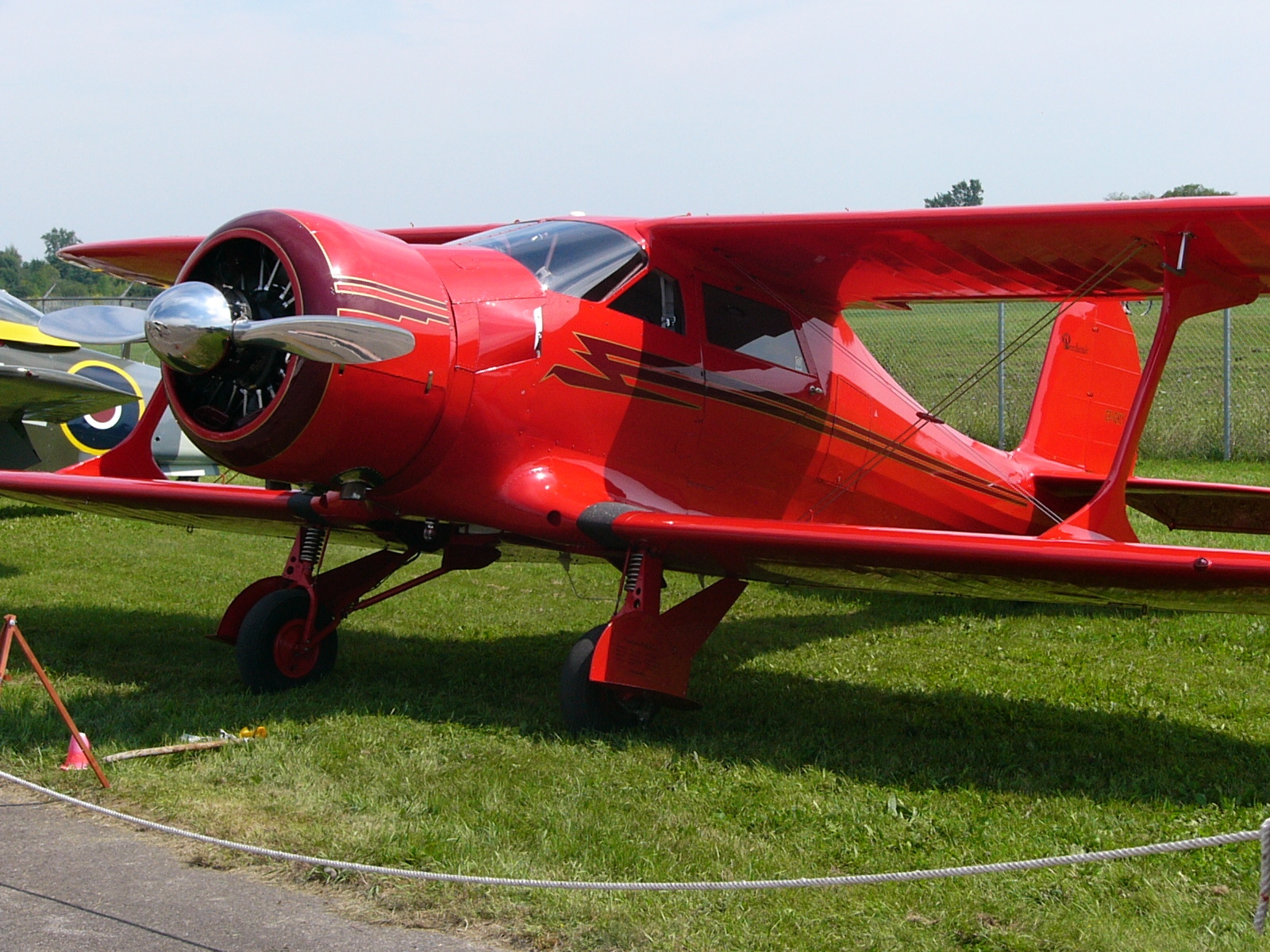
Beechcraft D17S Staggerwing

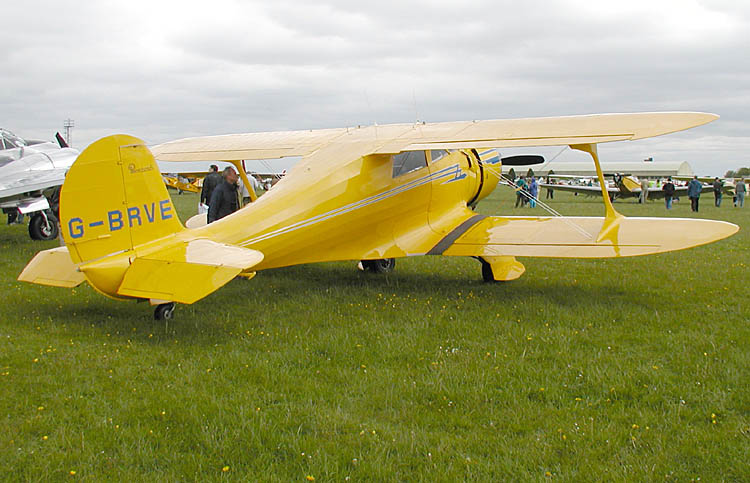
Beech D.17S Staggerwing выпуска 1943 года

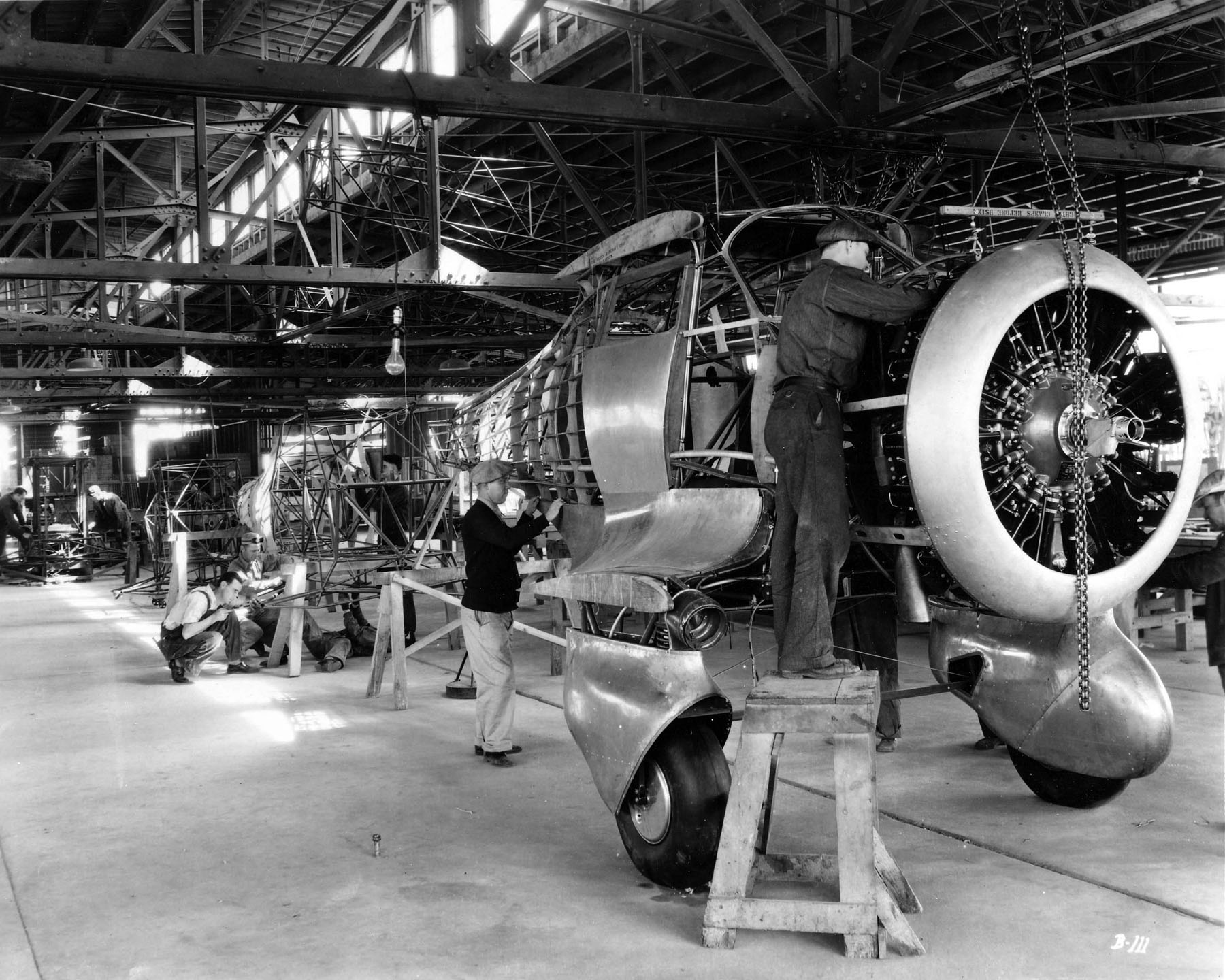
Сборка Staggerwing на заводе

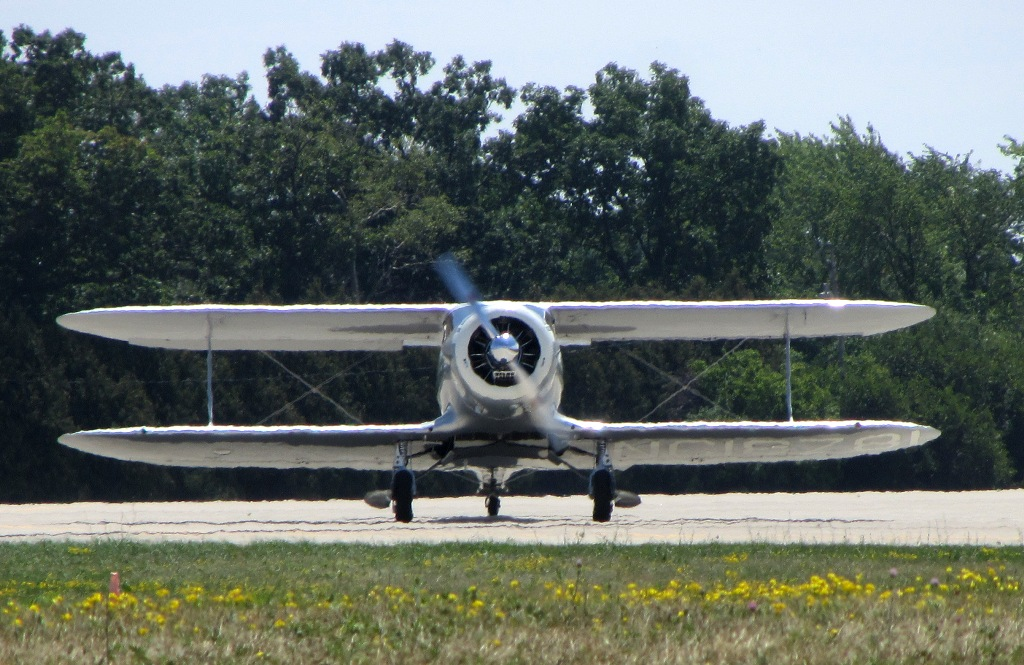
Модификация F17D Staggerwing

Beechcraft Model 17 «Staggerwing» спроектирован в качестве бизнес-самолёта. Первый полёт состоялся 4 ноября 1932 года.
Особенностью данного самолёта является то, что верхнее крыло смещено позади нижнего и уникальная форма обеспечивали максимальную обзорность пилота и предназначались для уменьшения сопротивления помех между крыльями (хотя позже было обнаружено, что это имело незначительный эффект).
Покрытый тканью фюзеляж был обтянут деревянными каркасами и стрингерами над сварной стальной трубчатой рамой. Строительство было сложным и требовало много человеко-часов. Убирающееся шасси Staggerwing, необычное для того времени, в сочетании с тщательной обтекаемостью, малым весом и мощным радиальным двигателем, помогло самолёту успешно работать.
В середине 1930-х годов компания Beech провела серьёзную модернизацию самолёта, чтобы создать модель D17 Staggerwing. D17 отличался удлинённым фюзеляжем, который улучшил характеристики управляемости самолёта за счёт увеличения рычагов управления, а элероны были перемещены на верхние крылья, что устраняет помехи закрылкам. Торможение было улучшено за счёт ножного тормоза, соединённого с педалями руля направления.
С апреля 1936 года по май 1940 года произошло шесть аварий с участием модели 17 со смертельным исходом. Причиной катастроф стало сильная вибрация элеронов и крыльев. После чего конструкция самолёта была изменена: добавлены свинцовые балансировочные грузики к элеронам и закрылкам, а также дополнительные фанерные панели к подвесным части крыльев для повышения жёсткости на кручение законцовки крыла.

## Продажа
Первые продажи шли медленно из-за высокой цены (от 14 000 до 17 000 $ США, в зависимости от объёма двигателя), которые отпугнули потенциальных покупателей на уже депрессивном рынке гражданской авиации. В течение 1933 года, первого года производства, было продано только 18 машин, но продажи неуклонно росли. Каждый Staggerwing был создан вручную по индивидуальному заказу. Роскошный салон, отделанный кожей и мохером, вмещал до пяти пассажиров. В конце концов, Staggerwing захватил значительную долю рынка пассажирских самолётов. К началу Второй мировой войны Beechcraft продала более 424 Model 17.

## Спорт

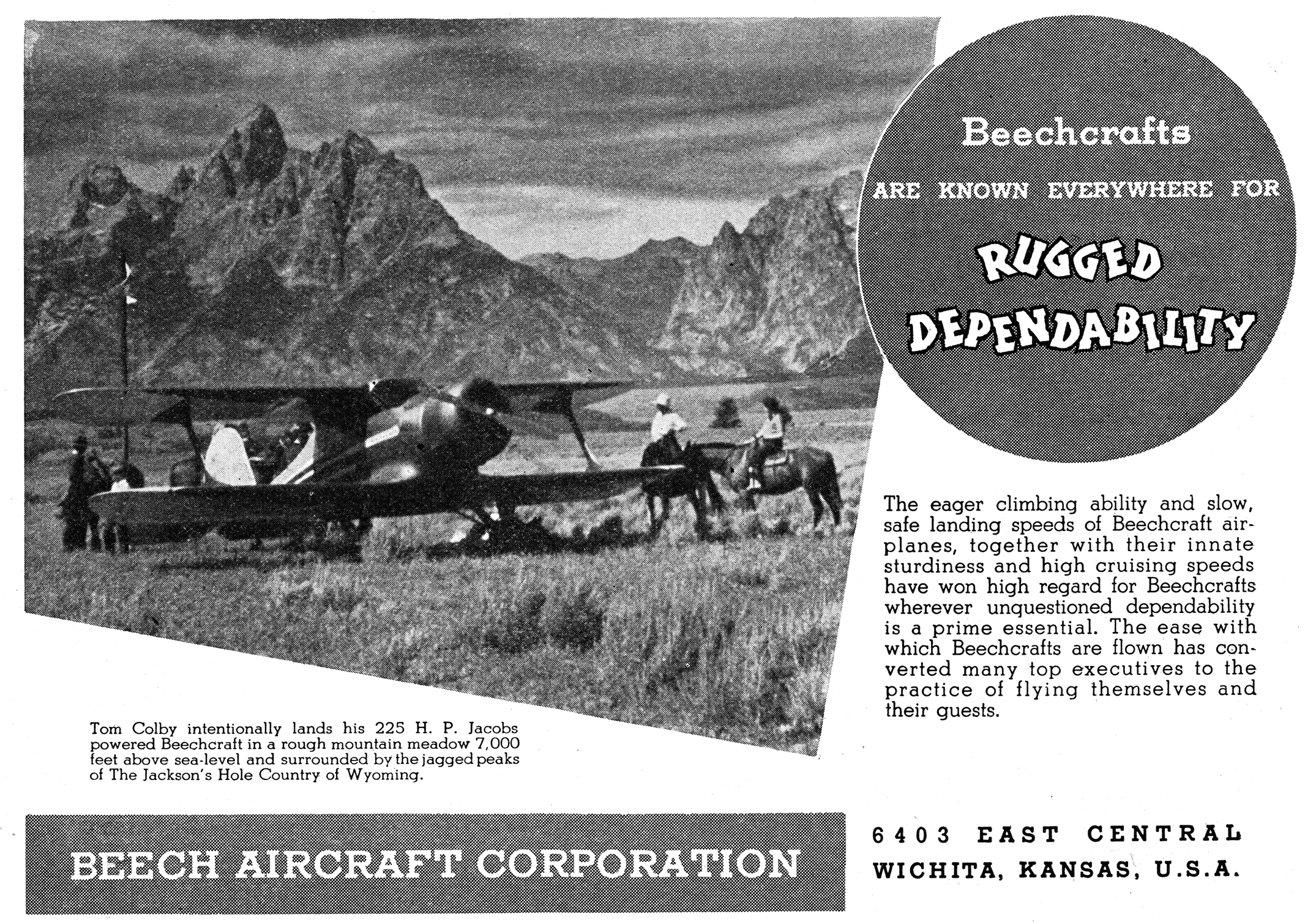
Реклама модели 17 Beech Staggerwing. 1937 год

Скорость Staggerwing сделала его популярным среди гонщиков 1930-х годов. Ранняя версия Model 17 выиграла гонку Texaco Trophy в 1933 году. В 1935 году британский дипломат капитан Х. Л. Фаркуар успешно облетел весь мир на модели B17R, пролетев 34 331 км от Нью-Йорка до Лондона через Сибирь, Юго-Восточную Азию, Ближний Восток, Северную Африку и другие страны.
Луиза Таден и Бланш Нойес выиграли трофей Бендикс 1936 года на модели C17R Staggerwing. Джеки Кокран установила рекорд скорости среди женщин — 328 км/ч, установила рекорд высоты более 9 144 м, и заняла третье место в гонке за трофей Бендикс 1937 года, всё на специальной модели D17W Staggerwing. Самолёт показал впечатляющие результаты и в гонках Bendix 1938 года.
В 1970 году из-за спора с гоночным классом Т-6 компания Reno National Air Races пригласила пять Staggerwings для проведения демонстрационных гонок. В гонке участвовали две модели G и две модели D17. Пятью пилотами были Брайант Моррис, Берт Дженсен, Дон Кларк, Ноэль Гурсель и Фил Ливингстон, единственный пилот, имевший ранее опыт гонок в классе Т-6. Гонка прошла безупречно и освещалась ABC Wide World of Sports, но протестующие гонщики Т-6 помешали классу участвовать в будущих соревнованиях, заявив о проблемах с безопасностью.

## Военный самолёт

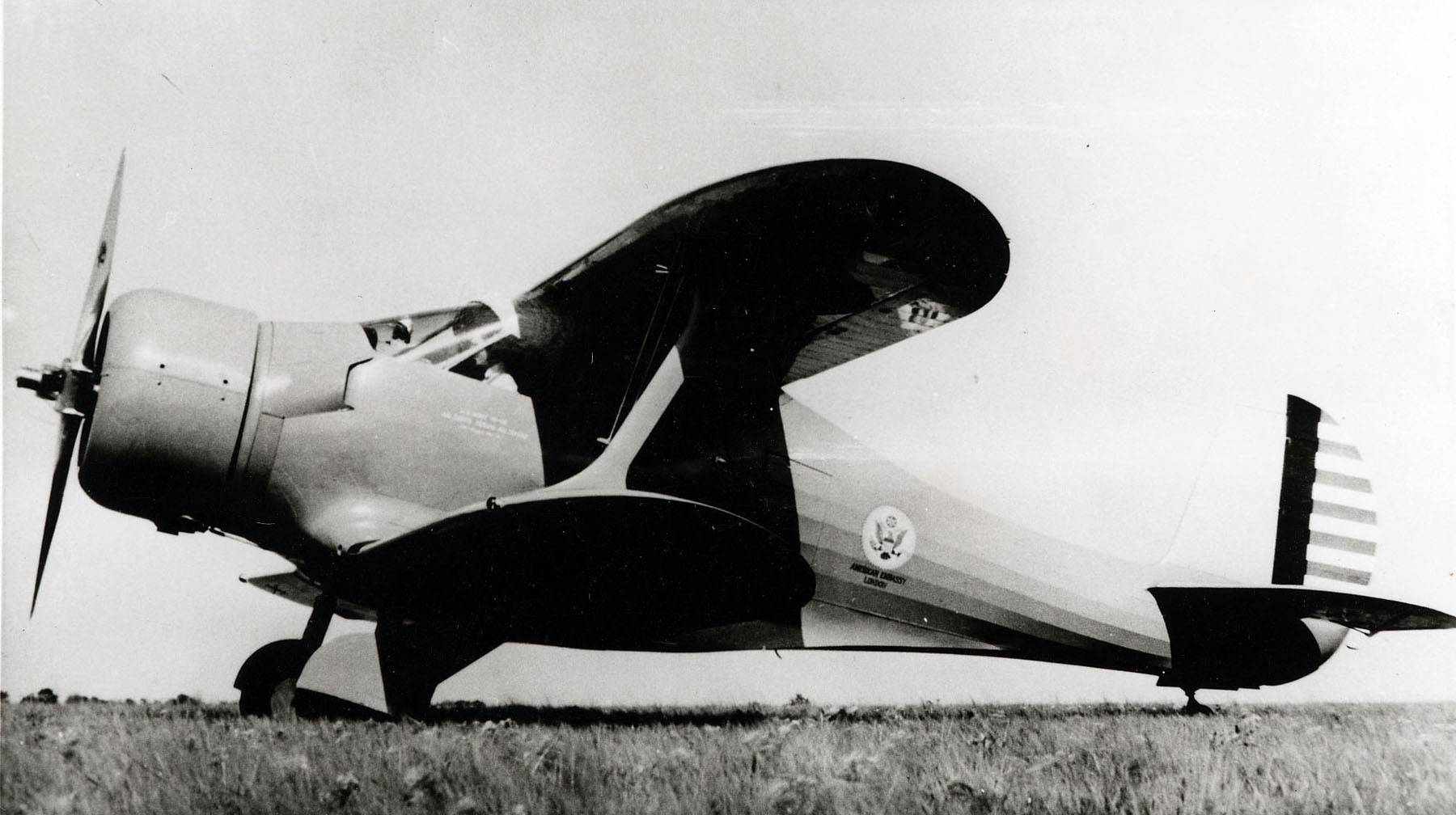
Модификация YC-43 (S/N 39-139) посольства США в Лондоне

Самолёт использовался в качестве бомбардировщиков ВВС Второй Испанской Республики во время гражданской войны в Испании. Китай использовал несколько Staggerwings в войне против Императорской Японии. В период с 1940 по 1945 год Финляндия использовала один Staggerwings в качестве самолёта связи.
В конце 1938 года армейский авиакорпус США закупил три модели D17S, чтобы оценить их для использования в качестве лёгких самолётов связи. Они получили обозначение YC-43 (Y обозначает опытный самолёт или нестандартный тип, C обозначает Cargo). После короткой программы лётных испытаний YC-43 отправились в Европу в качестве самолёта связи.
В начале Второй мировой войны потребность в компактном транспортном или курьерском самолёте представительского типа стала очевидной, и в 1942 году ВВС Армии США заказали первый из 270 самолётов Model 17. От коммерческой модели они отличались лишь незначительными деталями. Чтобы удовлетворить насущные потребности военного времени, правительство также приобрело либо арендовало дополнительные Staggerwings у частных владельцев, в том числе ещё 118 для ВВС США и ВМС США. На вооружении ВМФ самолёты имели обозначения GB-1 и GB-2. Британские ВВС и ВМС приобрели 106 этих самолётов по ленд-лизу, чтобы заполнить свою собственную критическую потребность в лёгких самолётах связи.

## После войны
После окончания войны компания Beechcraft снова перешла к производству гражданских самолётов, выпустив последнюю версию Staggerwing, модель G17S. Они построили 16 самолётов, которые продали по 29 000 долларов за штуку. Норвегия продала Финляндии один D17S в 1949 году, который финские ВВС использовали с 1950 по 1958 год.
Beechcraft продала 785-й и последний Staggerwing в 1948 году и поставила его в 1949 году.

## Технические характеристики

### Общие характеристики
- Экипаж: 1 пилот
- Вместимость: 3 пассажира
- Длина: 8,18 м
- Размах крыльев: 9,8 м
- Высота: 2,4 м
- Масса пустого: 1152 кг
- Взлётная масса: 1928 кг
- Силовая установка: 1 × радиальный двигатель Pratt & Whitney R-985-AN-1 Wasp Junior, 450 л. с. (340 кВт) при 2300 об / мин.

### Лётные характеристики
- Максимальная скорость: 341 км/ч
- Крейсерская скорость: 325 км/ч
- Дальность: 1,078 км

## Эксплуатанты

### Военные
Источник данных
- Воздушный корпус Армии США
- Военно-воздушные силы Армии США
- ВМС США
- Civil Air Patrol

 Австралия

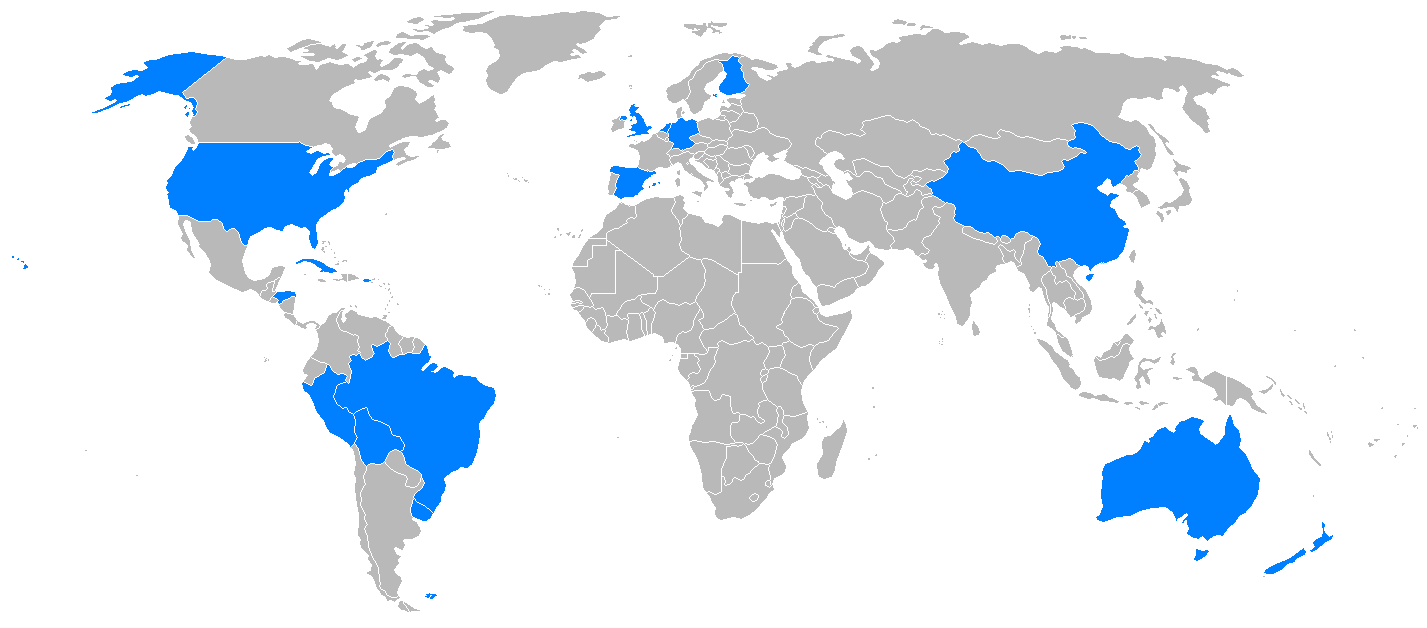
ВВС, применявшие Beech 17 Staggerwing

- Королевские ВВС Австралии (3 самолёта, 1941-1947 гг.)

 Боливия
- ВВС Боливии (1 самолёт получен в 1941 году)

 Бразилия
- ВВС Бразилии (54 самолёта применялись в 1942-60 гг.)
- авиация ВМС Бразилии (4 самолёта, 1940-41)
- NAB (авиалиния)

 Великобритания
- ВВС Великобритании
- Королевский ВМФ

 Гондурас
- ВВС Гондураса (2 1936-58)

 Вторая Испанская Республика
- ВВС Испанской Республики (9 по состоянию на 1936 год)

 Китайская Республика
- ВВС Китайской Республики (21 самолёт, 1937-45)

 Режим Ван Цзинвэя
- ВВС Коллаборационистской китайской армии (1 самолёт, 1941-45)[5]

 Куба
- Авиационный корпус армии Кубы (2 самолёта, 1945 и 1958 гг.)

 Нидерланды
- авиация флота (1 самолёт, 1942-45)

 Новая Зеландия
- ВВС Новой Зеландии: 42-я эскадрилья RNZAF.

 Перу
- ВВС Перу 5 самолётов (1946-58)

 Уругвай
- ВВС Уругвая (1 самолёт, 1944-62)

 Финляндия
- ВВС Финляндии (1 C17L в период 1940-45 и ещё один D17S 1950-1958)[6]

 Эфиопия
- Правительство Эфиопии (2 самолёта применялись в 1935-36 гг.)